# Área de Proteção Ambiental Carste de Lagoa Santa
A Área de Proteção Ambiental Carste de Lagoa Santa está localizada no centro-sul de Minas Gerais, compreendendo os municípios de Lagoa Santa, Pedro Leopoldo, Matozinhos, Funilândia e Confins e é uma das regiões brasileiras mais importantes em termos de paisagem cárstica carbonática e da história das ciências naturais do Brasil. Em termos de suas características físicas, apresenta uma geomorfologia cárstica típica e diversificada: Grande quantidade de dolinas em variedade de tamanhos, formas e padrões genéticos, muitas vezes limitadas por paredões calcários lineares; Grandes maciços rochosos aflorantes ou parcialmente encobertos; Muitos lagos com diferentes comportamentos hídricos, associados às dolinas ou em amplas planícies rebaixadas e uma complexa trama de condutos subterrâneos, comumente conectados com o relevo superficial e, assim, acessíveis ao homem.

## Características

### Localização
O carste de Lagoa Santa é uma região a cerca de 30 km ao norte de Belo Horizonte identificada pela ocorrência de um denso conjunto de feições geomorfológicas tipicamente dissolutivas e por uma hidrografia que pode ser caracterizada como mista de componentes fluviais (subaéreos) e cársticos (subterrâneos). Grande parte da área cárstica situa-se no interflúvio do rio das Velhas (a leste) e ribeirão da Mata (a oeste-sudoeste), estando limitada ao sul-sudoeste pela ocorrência das rochas granito-gnáissicas do embasamento cristalino.
As principais sub-bacias hidrográficas do carste são definidas pelos córregos Samambaia, Palmeiras-Mocambo, Jaguara e riacho do Gordura, todas elas têm descarga final ou no rio das Velhas a nordeste, ou no ribeirão da Mata a sudoeste, níveis de base regionais.
Dois compartimentos fisiográficos maiores descrevem os principais domínios morfogenéticos do carste propriamente dito, os quais foram bem delineados por Auler (1994) para a porção-centro sul da área: Planaltos Cársticos e Depressão de Mocambeiro, com cotas variando entre 900m, junto à Serra dos Ferradores, e 650m, onde se encontram os níveis de base locais, como a planície de Mocambeiro
e a região de Sumidouro.

### Solo
Os solos desenvolvidos sobre as áreas carbonáticas já se prestavam ao uso e ocupação desde a idade pré-paleolítica, geralmente por sua elevada fertilidade natural e riqueza em mananciais hídricos. Atualmente, nessas áreas, que somam aproximadamente entre 7% a 10% do território mundial, assentam-se 25% da população global, em especial o agricultor. Em território brasileiro, essas áreas possuem uma distribuição geográfica em torno de 7%, salientando-se, no entanto, que a maior parte dos trabalhos realizados está relacionada aos estudos espeleológicos, carecendo, portanto, de pesquisas sob a ótica de outras ciências, como a de solos.
No Brasil, apesar de se tratar de um carste, algumas dessas áreas são constituídas de solos altamente intemperizados, com baixa fertilidade natural e de vegetação de cerrados.
Além do aspecto paisagístico, as propriedades físicas do carste de Lagoa Santa têm uma importância acadêmica por representarem belos exemplos dos processos dinâmicos integrados de dissolução, transporte, deposição clástica, precipitação química e erosão, no âmbito da superfície do terreno (exocarste), no subterrâneo (endocarste) e na interface rocha-solo (epicarste). Esses processos foram desenvolvidos em calcarenito puro da formação Sete Lagoas (Grupo Bambuí).
O relevo cárstico apresenta formas características de fácil identificação. São elas as muralhas abruptas e os rios em vales apertados, longos e profundos, cujas paredes escarpadas são perfuradas por grutas, onde correm ribeiros de água muito límpidas. Nota-se que os cursos d’água subaéreos são raros em virtude da sua penetração através das fendas criadas pela fácil solubilidade da
rocha. O termo “carste” é oriundo da região de Karts, na Iugoslávia, onde pela primeira vez foi estudado esse tipo de relevo. Entretanto, esse mesmo fenômeno é encontrado em Carso (Itália), Causes (França), Altamira (Espanha), Kentucky e
Flórida (Estados Unidos) e em muitos outros lugares do mundo. No Brasil, o ambiente cárstico pode ser encontrado principalmente nos estados de Minas Gerais, São Paulo, Mato Grosso do Sul, Bahia, Ceará e outros.

#### Pedologia
De acordo com o diagnóstico do IBAMA (1998), os solos predominantes nos municípios envolvidos na APA são:
- o latossolo vermelho escuro álico e o podzólico vermelho-amarelo distrófico em Lagoa Santa;
- o podzólico vermelho-amarelo distrófico em Pedro Leopoldo;
- o podzólico vermelho-amarelo álico e o latossolo vermelho-escuro álico em Matozinhos;
- em Funilândia, o latossolo vermelho-escuro álico e o cambissolo álico.

Os locais onde são encontrados latossolos, apesar da pobreza de nutrientes e elevada acidez, apresentam aptas para agricultura com um manejo desenvolvido ou semi desenvolvido. Áreas de cambissolos associadas a topografia suavizada são consideradas aptas para lavouras (IBAMA, 1998).

### Geologia
A APA Carste de Lagoa Santa está localizada no domínio da entidade geotectônica Cráton São Francisco, próximo à faixa Araçuaí. O Cráton tem área correspondente a unidade de compartimentação geológico estrutural Província São Francisco, e está situado no centro-leste do Brasil, entre os sistemas orogênicos Borborema, ao norte, Tocantins, a oeste, e Mantiqueira a leste.
Os crátons são entendidos como uma intensa área no interior de um continente que se comporta de modo estável em um determinado intervalo de tempo, apresentam maior espessura da litosfera, possui movimentos verticais lentos de baixa amplitude, atinge grandes extensões e são reversíveis no tempo e no espaço, com relevo baixo e suave, deformações ou transformações de rochas muito pouco significativas, sismicidade de baixa frequência e intensidade, fluxo térmico e grau geotérmico baixos.
Localmente, a região da APA está inserida nos domínios das seguintes unidades litoestratigráficas: Formação Sete Lagoas (Membro Lagoa Santa, Membro Pedro Leopoldo) e Formação Serra de Santa Helena. A Formação Sete Lagoas é composta por carbonatos de rampas plataformais homoclinais estaqueadas e a Formação Serra de Santa Helena por pelitos e meta pelitos plataformais à baciais (Martins, 1999).

### Geomorfologia
A região da APA Carste Lagoa Santa está inserida em um ambiente cárstico desenvolvido sobre os calcários do Grupo Bambuí. Dessa forma, apresenta características de um relevo cárstico onde são reconhecidas feições como: alinhamentos e escalonamentos de dolinas, janelas, grutas, e paredões (IBAMA, 1998).
O modelado cárstico (IBAMA, 1998) subdivide-se em quatro compartimentos distintos:
- Desfiladeiros e abismos com altos paredões: porção cárstica menos degradada da APA, localiza-se a NE de Matozinhos em cotas elevadas (850m), sendo que o nível de base local é 650m. Essa área é considerada zona de recarga de aquífero.
- Cinturão das grandes depressões: refere-se a grandes depressões a nível regional (uvalas), de fundo irregular, contorno alongado com vertentes suavizadas. Apresenta restrições de uso tais como implantação de linhas de alta tensão, entre outros, frente as inundações sazonais.
- Planalto das pequenas depressões: apresenta uma fisionomia diversificada, mostrando maciços com suas janelas e arcadas, torres, lagos, dolinas e uvalas.
- Planícies cársticas do Fidalgo e do Mocambeiro: são denominadas poliés pelos carstólogos. Estão localizadas em nível topográfico abaixo de 670m, superficie contínua de mais de 4km, classe de declividade entre zero e 3 graus, proximidade do Rio das Velhas e, alimentação e inundação por águas cársticas. No Poliés do Fidalgo 80% é ocupado pela lagoa intermitente do Fidalgo e a Planície do Mocambeiro apresenta-se ondulada e aloja o maciço de Cerca Grande.

No local são encontradas inúmeras cavidades que estão associadas aos calcarenitos e calcissiltitos da unidade estratigráfica: Membro Lagoa Santa e ao relevo carste desenvolvido a partir da corrosão das águas superficiais e subterrâneas.

### Hidrogeologia
A taxonomia proposta por Diniz et. Al. (2014) classifica as unidades hidrogeológicas hierarquicamente em: domínio hidrogeológico, sistema de aquífero, aquífero e unidade hidroestratigráfica. Os domínios hidrogeológicos apresentam características como porosidade, permeabilidade e litoestrutura semelhantes. Os sistemas de aquíferos são o agrupamento de aquíferos que constituem uma unidade prática para investigação ou exploração. Os aquíferos são definidos quanto suas formações morfológicas e características hidrodinâmicas e, por fim, as unidades hidroestratigráficas têm características próprias e representam um único indivíduo. 
Na APA Carste Lagoa Santa, o domínio hidrogeológico é classificado como cárstico devido à porosidade secundária (descontinuidade da rocha e estruturas de dissolução) e apresenta dois sistemas de aquíferos: pelito-carbonático e carbonático. Os aquíferos carbonáticos são limitados na base por rochas do complexo basal.
O Rio das Velhas, a nordeste, é a principal saída para a água cárstica seguido pelo Ribeirão da Mata, a sudoeste, que drena parte desta água. A complexidade hidrogeológica do ambiente carstificado justifica pelo fato de as bacias de drenagem não se limitarem necessariamente aos divisores de água superficial já que, em subsuperfície estendem muito além desses limites.

### Hidrografia
As partes dissecadas do planalto cárstico são caracterizadas ou por um relevo fortemente ondulado, em cobertura pedológica, composto por diversas bacias mutuamente articuladas segundo polígonos irregulares (dolinas e uvalas) grosseiramente alinhados,
os quais dirigem o escoamento superficial (autogênico) para múltiplos pontos de infiltração, ou
ainda segundo áreas onde afloram grandes maciços rochosos lapizeados. Há regiões entalhadas por canyons e vales cegos que caracterizam segmentos fluviocársticos. Diversos condutos subterrâneos são interceptados pela superfície do relevo, tendo sido identificadas centenas de cavernas com diferentes morfologias e dimensões. As áreas mais deprimidas constituem-se em planícies relativamente amplas, de
fundo plano e vertentes abruptas recuadas, ocupadas por lagoas temporárias ou canais de drenagem subaérea.

## Clima e vegetação
A temperatura média do ar é da ordem de 23 °C, sendo 11,2 °C a média das mínimas temperaturas num período de 30 anos (mês de julho), e 29,6 °C a média das máximas (outubro a março). A umidade relativa varia de 60 a 77% nos meses mais secos e úmidos, respectivamente, chegando a 96% nos meses mais úmidos. A pluviometria média está em torno de 1380mm. O período seco estende-se por 5 meses, de maio a setembro, com menos de 7% das chuvas anuais, caracterizando um regime pluviométrico tipicamente tropical, havendo uma grande concentração de chuvas no verão e seca no inverno.
As feições cársticas estão desenvolvidas em litótipos neoproterozoicos do Grupo Bambuí, componentes da Formação Sete Lagoas, aflorantes no extremo sudeste da extensa bacia sedimentar pré-cambriana do Bambuí que integra o Cráton do São Francisco.
A região possui formações vegetacionais de cerrado e floresta estacional semidecidual. O cerrado restringe-se a manchas remanescentes, em regeneração ou em transição (mata-cerrado). Nas dolinas e arredores dos afloramentos prevalece a Floresta Estacional Semidecidual. Sobre os afloramentos calcários desenvolve-se Floresta Estacional Decidual (“mata seca”).
O relevo superficial (exocarste) evoluiu a partir da configuração primordial de redes hídricas subterrâneas (endocarste) e de uma dinâminca intensa na interface rocha-solo (epicarste), cuja integração favoreceu o aparecimento de múltiplos pontos de captura de águas superficiais segundo bacias primárias e secundárias (dolinas e uvalas). Em paralelo, tem-se a conformação de um relevo rochoso encoberto fortemente irregular como atestam torres residuais e verrugas aparentes em áreas dissecadas. Outras feições comuns são os grandes paredões lineares - geralmente resultantes da evolução das dolinas - canyons, vales cegos e dolinas de abatimento instalados em segmentos fluviocársticos, bem como grandes planícies rebaixadas alagadas sazonalmente. A trama de condutos subterrâneos, estruturalmente controlados, está hoje em grande parte diretamente conectada à superfície, constituindo centenas de cavernas.
A presença dessas centenas de cavernas faz a região ser considerada o berço da espeleologia brasileira.
A este ambiente estão associados sítios paleontológicos de grande valor, com componentes da megafauna pleistocênica extinta, como a preguiça gigante, tigre-dente-de-sabre, lhama, cavalo, tatu gigante, gliptodonte e mastodonte, assim como vestígios muito importantes da ocupação humana pré-histórica no Brasil, entre os quais, ossos de cerca de 12 mil anos descritos por Peter Wilhelm Lund como o “Homem de Lagoa Santa”..

## História

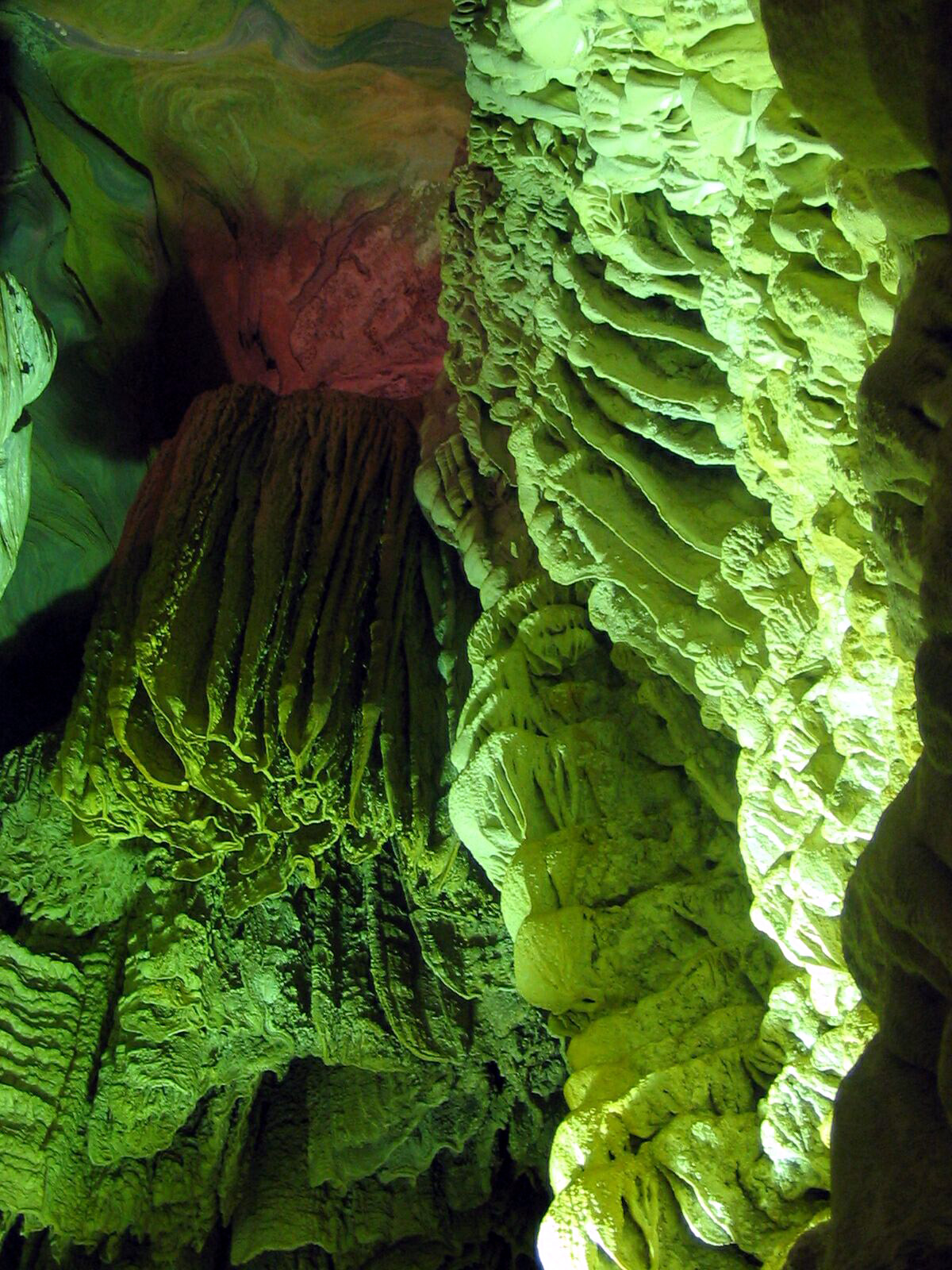
Cortinas Gruta da Lapinha

Há muitos registros arqueológicos pré-históricos na região indicando uma ocupação humana que chega a 12.000 anos (Prous et al., 1998). São sítios com ossadas, artefatos indígenas em pedra, ossos e cerâmica, vestígios de fogueiras, gravuras, picoteamentos e pinturas
rupestres, a maioria resguardados nas cavernas, abrigos e junto aos paredões rochosos. Populações sucederam-se ocupando de forma
mais densa e permanente as cavernas e abrigos, cultivando o solo e fazendo uso das águas de lagoas em dolinamentos. Com a chegada das
primeiras bandeiras, que teve Fernão Dias Paes como precursor por volta de 1675, houve rápida desestruturação das sociedades indígenas, especialmente em decorrência das notícias de ouro aluvionar na região. O homem volta a relacionar-se com as cavernas da região, com interesses econômicos sobre a extração de salitre para a fabricação da pólvora. Nessas investidas foram achados ocasionalmente
ossos animais e humanos que atraíram a atenção dos pesquisadores naturalistas da época. A partir de 1840, tem-se registros das primeiras explorações e de estudos sistemáticos nas cavernas, realizados pelo dinamarquês Peter W. Lund. Seus trabalhos projetaram a região de Lagoa Santa no mundo científico, especialmente por ter sido suspeita a contemporaneidade entre as populações pré-históricas conhecidas, como “Homem de Lagoa Santa".
A equipe de paleontologia da Pontifícia Universidade Católica de Minas Gerais (PUC Minas) se dedica, há alguns anos, ao estudo do acervo encontrado na região e em outras áreas cársticas do Brasil. Inclusive, no Museu de Ciências Naturais da PUC Minas existem duas exposições relacionadas a APA Carste de Lagoa Santa, uma sobre Lund e outra sobre a megafauna pleistocênica.
Outras exposições relacionadas se encontram em vários Museus do Brasil e do exterior, alguns deles são o Museu de Zoologia de Copenhague (Dinamarca), Museu do Homem de Paris e o Museu Nacional da Universidade Federal do Rio de Janeiro. Como coleção particular, cita-se o Museu Arqueológico da Lapinha.
Além do "Homem de Lagoa Santa" também foram encontrados vários ossos de animais pré-históricos, juntamente com descobertas de inúmeros sítios, cavernas e pinturas rupestres.
A maioria das cavernas do Carste de Lagoa Santa sofreu ou vem sofrendo interferências diretas ou indiretas de atividades antrópicas. As mais comuns e notáveis são as de ordem estética: quebra de espeleotemas, pichações e acúmulo de lixo. No entanto, há outras lesões consideradas graves, embora menos evidentes: são as que resultam em transformações lentas ou que incidem sobre componentes menos perceptíveis como a fauna, os depósitos sedimentares que a sustentam, a atividade da água. São exemplos a cobertura ou impregnação de superfícies por fuligem de fogueiras ou outras substâncias corrosivas, crescimento de algas induzido por iluminação artificial, recobrimento de áreas por sedimentos mobilizados, inundação, seca, alteração na composição físico-química e biológica da água e modificações de cursos naturais d'água que alteram o ciclo de atividade dos espeleotemas, a evolução natural das formas e o desenvolvimento da fauna.
O ambiente de cavernas é altamente vulnerável à depredação por estar em área populosa e industrial, e já se encontra impactado, com alguns casos críticos. A intensa depredação decorrente da própria visitação aponta a necessidade de um projeto de educação ambiental direcionado à população local. Acredita-se que a forma mais viável e eficiente de conservação seja a fiscalização pelos próprios moradores, uma vez conscientizados do valor do patrimônio natural onde residem. É também saudável a manutenção da vegetação nativa nas proximidades das entradas, ou seja, junto aos maciços, paredões e dolinas, o que significa a conservação da própria paisagem externa..

### Homem de Lagoa Santa
Nome dado ao crânio descoberto em 1840 por Peter Lund na gruta do Sumidouro em Lagoa Santa. É considerado um dos fósseis mais importantes do mundo e usado por Darwin como uma das provas da Teoria da Evolução..

## Área de proteção ambiental
Na década de 70, movimentos ambientalistas vieram reforçar as discussões e pressões para a criação de mecanismos de preservação do carste. A comunidade científica, principalmente a Universidade Federal de Minas Gerais – UFMG, que vinha lutando contra a destruição de grutas em área de mineração e indústria de cimento, contou com apoio de instituições não governamentais e opinião pública nos seus esforços pela proteção da área.
A primeira conquista foi a criação de um Grupo de Trabalho (GT), que tinha como objetivo estudar e propor medidas que possibilitassem a compatibilização e exploração econômica do calcário com a conservação dos bens históricos e culturais da região.
Logo em seguida, na década de 80, a criação do Aeroporto Internacional Tancredo Neves desencadeou novos movimentos para proteção do carste da região. Em resposta aos movimentos, foi criado por meio do Decreto 20.375 de 03 de janeiro de 1980, posteriormente retificado pelo Decreto 20.598 de 04 de junho de 1980, o Parque Ecológico do Vale do Sumidouro. O Plano Diretor do Parque foi concluído e aprovado pelo Governo de Minas Gerais em setembro de 1980, mas a desapropriação da área para implantação do Parque nunca se efetivou.
Da mesma maneira que o parque nunca saiu do papel, a criação da APE dos municípios de Lagoa Santa, Pedro Leopoldo e Matozinhos (Decreto 20.597 de 04 de junho de 1980) não impediu a depredação e a destruição do patrimônio ali presente.
Por fim, a área de proteção ambiental (APA) Carste de Lagoa Santa foi criada pelo Decreto Federal n. 98881 de 25 de janeiro de 1990. A criação dessa área de proteção ambiental, que tem 35600 ha é justificada pela relevância que as associações cársticas têm em âmbito nacional, em termos paisagísticos, de fauna e flora, de riquezas subterrâneas cênicas, minerais e fossilíferas, em aspectos históricos, pré-históricos, culturais e nas particularidades de seu sistema hídrico.
O objetivo da APA é garantir a conservação do conjunto paisagístico e da cultura regional, proteger as cavernas e demais formações cársticas, sítios arqueológicos e paleontológicos, a vegetação e a fauna. O Plano de Manejo da APA visa o uso racional dos recursos naturais da região. O zoneamento da região permite uma fiscalização mais eficiente e melhor gerenciamento dos empreendimentos que causam impacto ambiental e cultural. Além disso a implantação da APA tem procurado valorizar e conciliar o patrimônio natural e científico às condições de intenso desenvolvimento urbano e industrial próprias à região.
A Instrução Normativa nº1/97  define o roteiro metodológico para gestão da APA Carste de Lagoa Santa.
O licenciamento ambiental de empreendimentos no interior da APA Carste é permitido, mas sofre interferências que implicam em maior complexidade, e quase sempre deve ser ouvido o órgão gestor da APA, que é o ICMBIO.

## Fragilidade do sistema cárstico
O sistema cárstico subdivide-se em três estratos ou ambientes, sendo eles:
- Exocarste – ambiente externo
- Epicarste – intersecção entre os ambientes exo e endo
- Endocarste – ambiente interno

Neste sistema, frágil por natureza, são frequentes os abatimentos e inundações, naturais ou induzidos pelo homem. O planejamento racional de utilização do espaço cárstico é condicionado pelas características do relevo e do sistema hídrico. Neste ambiente, as águas subterrâneas circulam livremente no subsolo e diante disso, tornam-se vulneráveis a poluição já que também conta com a e ausência do seu filtro natural formado pelo solo.
A utilização de fossa séptica em ambientes urbanizados justificado pela ausência de saneamento básico e a utilização de adubos e agrotóxicos na agricultura são fatores que agravam o quadro de poluição do endocarste. Os especialistas em meio ambiente sugerem que, em ambientes cársticos deveriam ser proibidos certos tipos de atividade como: utilização de agrotóxicos em solos desenvolvidos sobre calcários; reflorestamento e culturas de ciclo longo em áreas de recargas.
A APA Carste de Lagoa Santa está exposta a inúmeras situações que fragilizam seus recursos naturais, como por exemplo:[carece de fontes?]
- expansão urbana e industrial ocasionado por estar localizada na RMBH – vetor norte;
- loteamentos impróprios;
- exploração irracional do calcário, areia, cascalho e argila;
- inexistência de saneamento básico para novos loteamentos destinados a ocupantes de baixo poder aquisitivo;
- transformação das antigas chácaras e fazendas em pólos agropecuários;
- destruição e descaracterização de sítios arqueológicos/paleontológicos em decorrência da atividade minerária;
- instalação de poços tubulares clandestinos;
- expansão urbana, principalmente do município de Matozinhos sobre a superfície cárstica;
- erosão de solos e contaminação microbiológica em zonas de aquíferos

Em contrapartida, nessas regiões são sugeridas opções de uso voltadas para cultura, lazer e pesquisa, já que esse ambiente além da beleza cênica da paisagem, apresenta um terreno com insubstituíveis testemunhos arqueológico, geomorfológicos, históricos (as bandeiras de Fernão Dias e Borda Gato) e paleontológicos (inúmeros fósseis, ressaltando-se o do Homem de Lagoa Santa e o de Luzia).
A manutenção do carste e de toda sua riqueza e complexidade pode conviver harmoniosamente ao lado das atividades mineradoras, industriais e de agropecuária, desde que exista um planejamento integrado abrangendo o conhecimento da dinâmica e a evolução da paisagem cárstica.